# 王慶 (水滸伝)
王 慶（おう けい）は、中国の小説で四大奇書の一つである『水滸伝』の登場人物。
淮西地方に勃発した住民叛乱の指導者で、宋王朝を揺るがす四大叛徒の一人。身の丈7尺の美丈夫でもあり、槍術や棒術に優れた技量を持つ。朝廷の招安を受けて後、遼を破り、河北の田虎をも滅ぼした梁山泊の好漢たちが、続いて朝廷から王慶討伐の勅命を受けたことから彼らと干戈を交えることとなる。
田虎討伐の件と同様に、この王慶討伐も百二十回本で挿話された物語であり、第101回から第110回にかけて語られるが、その半分に当たる第105回までは王慶が反乱を起こし現在に至るまでの経緯が詳しく記されており、同じ四大叛徒の田虎や方臘に比べると、極めて深くその人物像が掘り下げられている。

## 生涯
王慶は東京の富豪の王砉の一人息子として生を享ける。役所と結託して領民を陥れては私腹を肥やし財を成した父親の血を継ぎ、その上一人っ子であるが故に両親に甘やかされて育ったため、成人する頃には王砉夫妻ですら手に負えない放蕩者に育ってしまう。親の諌言も聞こうとせず、飲む打つ買うの放蕩三昧を続ける王慶のお陰で、裕福だった実家もわずか6年ですっかりと落ちぶれ果て、流石の王慶も遊び回ってばかりもいられなくなり、腕に覚えのある武芸を頼りに東京の副排軍として職を得ることとなる。
そんなある日、その日の役目を終えた王慶は遊びに向かった玉津圃で、童貫の姪にして蔡京の孫（蔡京の長男の蔡攸の息子）の婚約者でもある嬌秀と出会い、互いに一目惚れをしてしまう。嬌秀の手引きで彼女と密通を重ねた王慶であったが、思いもかけずに貴人の娘と関係が持てた嬉しさの余り、毎日祝い酒を浴びていた王慶は、その3か月後に酔って自ら口を滑らせ、正排軍の張斌に全てを話してしまい、彼と嬌秀の仲のことはあっと言う間に世間に広まってしまう。当然この話は、嬌秀を自らの養女として蔡一族との婚姻を進めようとしていた童貫の耳に入ってしまい、赫怒した童貫の手で謀反の濡れ衣を着せられた王慶は、陝州への流罪を言い渡されてしまう。
しかし、その傲岸不遜な性格は改まることはなく、途上の邙東鎮では、たまたま見かけた武芸者（後に流刑先の陝州の典獄である張世開の義弟である龐元だと判明する）の棒術を鼻で笑い、憤慨するその武芸者に手合わせを挑まれると、枷を着けた状態で圧倒する。その一部始終を見ていた龔家村の龔端、龔正兄弟に武術の師匠として迎え入れられると、彼ら兄弟と博打を巡る争いで対立する黄達をも叩きのめす。その後、龔兄弟に槍術の奥義を伝授すると、復讐に燃える黄達がこの一件を役所に訴え出たとの噂を聞くと、龔兄弟の元を辞して流刑先である陝州への旅路に戻る。
流刑先の陝州では、典獄の張世開らに龔正から賄賂が渡っていたため、枷を外すことが許され、殺威棒と呼ばれる入獄時に行われる棒打ちも免除される。しかし、それも初めのうちだけで、張世開は邙東鎮で王慶に恥をかかされた義弟、龐元の恨みを晴らそうと、次第に王慶に執拗かつ陰険な仕返しをするようになる。その仕打ちに激昂した王慶は遂に報復を決意し、部屋で張世開と龐元が2人して王慶を痛めつけようと算段している所に出くわすと、厠へ行こうと部屋を出てきた張世開を殺害、続いて龐元をも殺害すると、その夜のうちに陝州の牢獄を脱獄してしまう。
その後、房州で牢役人を務めている従兄の范全と出会うと、彼の手で罪人の証である入墨を消してもらい、名も李徳と改めて房州で潜伏生活を送ることとなった。やがてほとぼりも冷め、官憲の追及も緩くなってくると、やはり性分なのか、土地の実力者である段大公を主とする段家荘で賭博の勝敗を巡って段家の段二、段五兄弟と悶着を起こす。この時、王慶は騒ぎを聞きつけて駆けつけてきた段二、段五の妹である段三娘に挑まれ拳闘による壮絶な打ち合いを演じるが、それが縁となって段三娘に一目惚れされると、易者の李助の媒酌で段三娘と夫婦となり、段家の婿として迎えられた。
だがその婚礼の晩、すっかり傷を回復させた龔家村の黄達が、復讐心も露わに王慶のその後の足取りを調べ上げると、王慶ばかりか彼を匿った范全や段一族までをも役所に訴え出たため、官兵の追及を逃れるべく一同は李助の勧めで、彼の親友でもある廖立という強盗が首領を務める房山へと逃亡する。しかし、廖立は王慶の力量が並外れているのを見て取り、さらにその後ろ盾に段一族がついていたことで、山塞の実権を彼らに奪われることを恐れ、入山を拒否する。この房山が廖立一人に支配されていることを見て取った王慶は、即座に廖立を殺害すると、房山の勢力を自らの支配下に置いた。
その勢いをもって、程なく攻め寄せてきた房州の官軍を返り討ちにすると、その後も幾度か寄せられた討伐軍を撃退する。その間に房山の塞には日を追うごとに子分が増えていき、次第に官軍の勢力を圧倒していく。やがて逆襲に転じた王慶は、房州の州知事張顧行らを殺害すると、州全体を占領してしまう。腐敗した官軍は王慶率いる反乱軍の敵ではなく、その後もとどまるところを知らず王慶は自らの勢力を拡大する。南豊、荊南、山南、雲安、安徳、東川、宛州、西京の八州とその管下八十六県を占領するに至ると、文武百官を自ら任命、国号を楚と定め、朝廷からの独立を宣言すると自らは楚王を僭称した。
しかしそんな彼も、朝廷の勅命を受けて宋江を首領とする梁山泊軍が官軍として来襲すると、一転して劣勢を強いられ、劉敏が守る宛州、段二が守る山南、龔端が守る西京が相次いで陥落する。荊南を守る甥の李懐から急報を得た李助から、梁山泊軍の進撃を知らされ激昂した王慶は、宋軍迎撃のため配下の者を幾度も差し向けるが、そのことごとくが返り討ちに遭い、遂には本拠地である南豊にまで宋軍が攻め寄せてくる。ここで王慶は自ら大軍を率い宋軍に決戦を挑むが、梁山泊の誇る英雄達が整然と居並ぶ九宮八卦の陣の前に大敗を喫してしまう。敗走するうち、付き従っていた部下達も徐々に減り、最後は僅かな供回りを連れて清江の河岸へと落ち延びるが、渡河して逃げ出そうと乗り込んだ漁船で、漁師に成りすましていた梁山泊の李俊の手で遂には手取りにされてしまう。捕縛された王慶は東京へと送り届けられ、見せしめとして凌遅刑に処され、この世を去る。